# Vatan Şaşmaz

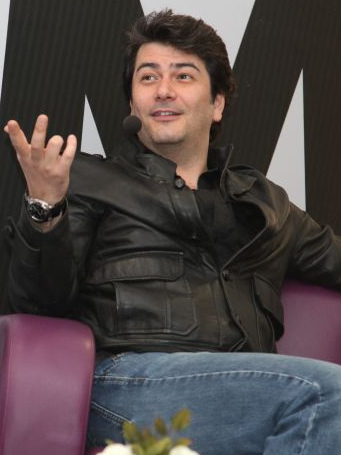
Vatan Şaşmaz, 2012

Vatansever Şaşmaz (* 8. Januar 1975 in Istanbul; † 27. August 2017 ebenda) war ein türkischer Schauspieler und Moderator.

## Leben und Karriere
Şaşmaz wurde am 8. Januar 1975 in
Istanbul geboren. Seine Familie stammt aus Biga. Sein Debüt gab er 2002 in der Fernsehserie Çocuklar Duymasın. Er hat auch in einigen Werbespots und Clips mitgewirkt. Zwischen 2004 und 2009 war er in der Serie Avrupa Yakası zu sehen. Außerdem moderierte er mit Melike Öcalan über Jahre hinweg Sendungen bei ATV. Am 27. August 2017 wurde er im Alter von 42 Jahren von dem ehemaligen (weiblichen) Model Filiz Aker in einem Hotel erschossen.

## Filmografie
Serien
- 2002–2005: Çocuklar Duymasın
- 2004: Çocuklar Ne Olaca
- 2004–2009: Avrupa Yakası
- 2005: Çılgın Yuva
- 2005: Belalı Baldız
- 2006: Aynı Çatı Altında
- 2007: Dudaktan Kalbe
- 2008: Yalancı Romantik
- 2009: Kandıramazsın Beni
- 2009: Zordur Almak Bizden Kızı
- 2010: Çocuklar Duymasın
- 2014: Galip Derviş
- 2017: Çocuklar Duymasın